# 마이클 글라지아데이

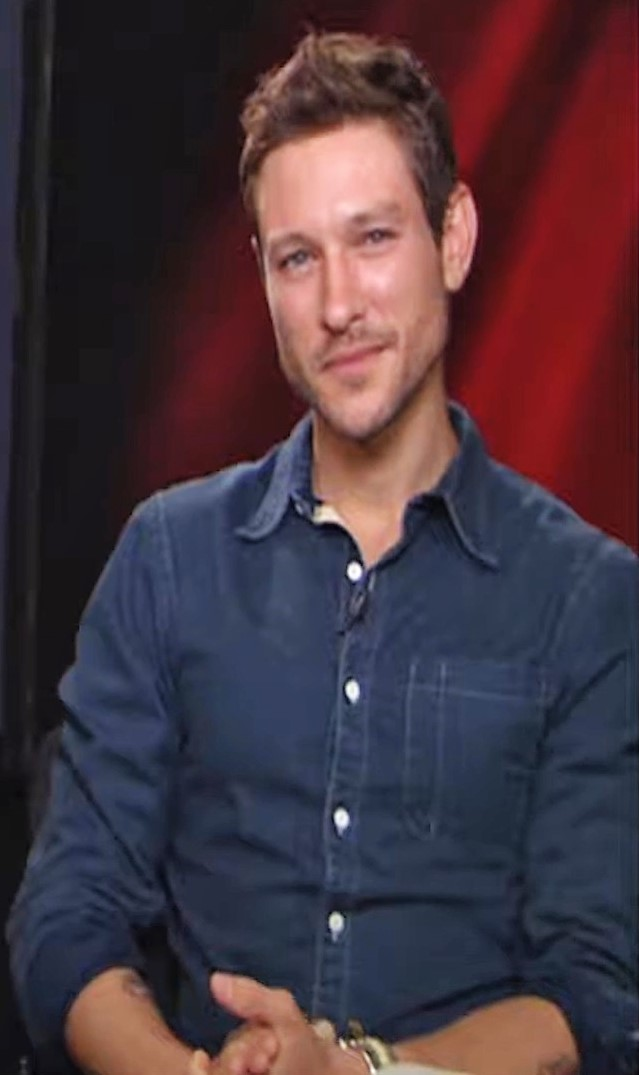

마이클 글라지어데이(Michael Graziadei, 1979년 9월 22일 ~ )는 미국의 배우이다.
독일에서 태어났다.

## 출연 작품
- 더 로터리 (2014년)
- 섹스 앤 파티 (2013년) - 차스 크놉플러 역
- 하프웨이 투 블랙아웃 트레일러 (2011년) - 차스 크놉플러 역
- 블루스톰 2 (2009, Into the Blue 2: The Reef) - 메이스 역
- 부기맨 2 (2007년) - 다렌 역

### 텔레비전
- NCIS (2004)
- 더 영 앤 더 레스트리스 (2004-13, 2016, 2022-현재)
- 크리미널 마인드 (2008)
- 90210 (2008)
- 캐슬 (2009)
- CSI: 뉴욕 (2010)
- 고스트 위스퍼러 (2010)
- CSI: 과학수사대 (2010)
- 아메리칸 호러 스토리 머더 하우스 (2011, American Horror Story: Murder House) - 트레비스 역
- 저스티파이드 (2013)
- 롱마이어 (2013)
- 에이전트 오브 쉴드 (2013)
- 그림 형제 (2014)
- 스콜피언 (2016)
- 시카고 PD (2017)
- 매그넘 P.I. (2018)
- 9-1-1 (2019)
- 왓치맨 (2019)
- 트루 디텍티브 (2019)
- 올 라이즈 (2019)
- 더 매지션스 (2020)
- 루시퍼 (2020)
- 루키 (2021)
- 링컨 차를 타는 변호사 (2022)